# On A Night Like This Tour
On a Night like This Tour es la gira en soporte del séptimo álbum de la cantante Kylie Minogue Light Years, la cual empezó en marzo de 2001. Teniendo los encabezados a su favor por su magnífica presentación en la clausura de los Juegos Olímpicos de Sídney 2000, y su subsecuente participación en los Juegos Paralímpicos, Kylie vio la oportunidad de anunciar las fechas para su nueva gira. Ésta se convirtió en la gira mejor vendida de Kylie, los boletos se agotaron de manera increíble; esto la colocó como uno de los artistas con mayor demanda en conciertos en vivo.
Kylie se vio inspirada por los espectáculos de Nueva York, los films de Anchors Aweigh, South Pacific y los musicales de Fred Astaire y Ginger Rogers de los años 30. Describiendo a Bette Midler como una "heroína", Kylie incorporó algunos de los elementos de "burlesque" que Midler utilizaba en sus shows en vivo.
El espectáculo dirigido y coreografiado por Luca Tommassini ofreció de manera increíble, la cubierta de un trasatlántico, un cielo art déco de la ciudad de Nueva York, y el interior de una nave espacial. Minogue fue elogiada por su nuevo material y sus reinterpretaciones de algunos de sus mayores éxitos, "I Should Be So Lucky" en balada sobre el piano y la canción "Better the Devil You Know" en 1940 con un gran número de la banda.
Por volver a examinar su catálogo junto a material nuevo, muchos lo etiquetaron como una gira de grandes éxitos. Desde la apertura de los bares de "Loveboat" al bis de "Spinning Around", el recorrido, cada noche, fue una mezcla de pop, el cabaret, el brillo y el glamour. En medio de las rutinas de baile y diversas "showpieces", Minogue estrenó "Can't Get You Out Of My Head", una canción nueva que se había grabado inmediatamente antes del inicio del viaje.

## Lista de canciones
1. "Loveboat"
2. "Koocachoo"
3. "Hand on Your Heart"
4. "Put Yourself in my Place"
5. "On a Night Like This"
6. "Step Back In Time"/"Never Too Late"/"Wouldn't Change a Thing"/"Turn It Into Love"/"Celebration"
7. "Can't Get You Out of My Head"
8. "Your Disco Needs You"
9. "I Should Be So Lucky"
10. "Better the Devil You Know"
11. "So Now Goodbye"
12. "Physical"
13. "Butterfly"
14. "Confide in Me"
15. "Kids"
16. "Shocked"
17. "Light Years"
18. "What Do I Have to Do?"

Bises
1. "Spinning Around"

### Estadísticas
- Temas de Fever (1)
- Temas de Light Years (9)
- Temas de Impossible Princess (0)
- Temas de Kylie Minogue (1)
- Temas de Let's Get To It (0)
- Temas de Rhythm Of Love (4)
- Temas de Enjoy Yourself (2)
- Temas de Kylie (1)

- Temas no pertenecientes a algún álbum de estudio: (2)
- Canciones tocadas en la gira anterior Intimate & Live: 6

- Regresos: "Never Too Late" ausente desde el Enjoy Yourself Tour en 1990 (10 años).
- Canción más reciente no perteneciente al álbum soporte de la gira: Put yourself in my Place
- Canción debut no perteneciente al álbum soporte de la gira: Can't get you out of my head, Celebration
- Todos los sencillos interpretados de un álbum, no perteneciente al de soporte de la gira: Rhythm Of Love.

## Fechas de la gira
| Fecha               | Ciudad      | País        | Lugar                       |
| ------------------- | ----------- | ----------- | --------------------------- |
| 3 de marzo de 2001  | Glasgow     | Reino Unido | The Clyde Auditorium        |
| 4 de marzo de 2001  | Glasgow     | Reino Unido | The Clyde Auditorium        |
| 5 de marzo de 2001  | Glasgow     | Reino Unido | The Clyde Auditorium        |
| 7 de marzo de 2001  | Mánchester  | Reino Unido | Manchester Apollo           |
| 8 de marzo de 2001  | Mánchester  | Reino Unido | Manchester Apollo           |
| 9 de marzo de 2001  | Mánchester  | Reino Unido | Manchester Apollo           |
| 10 de marzo de 2001 | Mánchester  | Reino Unido | Manchester Apollo           |
| 12 de marzo de 2001 | Brighton    | Reino Unido | Brighton Centre             |
| 13 de marzo de 2001 | Brighton    | Reino Unido | Brighton Centre             |
| 14 de marzo de 2001 | Cardiff     | Reino Unido | Cardiff International Arena |
| 15 de marzo de 2001 | Bournemouth | Reino Unido | Bournemouth International   |
| 17 de marzo de 2001 | Londres     | Reino Unido | Hammersmith Apollo          |
| 18 de marzo de 2001 | Londres     | Reino Unido | Hammersmith Apollo          |
| 19 de marzo de 2001 | Londres     | Reino Unido | Hammersmith Apollo          |
| 20 de marzo de 2001 | Londres     | Reino Unido | Hammersmith Apollo          |
| 23 de marzo de 2001 | Copenhague  | Dinamarca   | Vega                        |
| 25 de marzo de 2001 | Berlín      | Alemania    | Columbia Halle              |
| 26 de marzo de 2001 | Hamburgo    | Alemania    | Grosse Freiheit 36          |
| 27 de marzo de 2001 | Colonia     | Alemania    | E-Werk                      |
| 28 de marzo de 2001 | París       | Francia     | Bataclan                    |

| Fecha               | Ciudad    | País      | Lugar                         |
| ------------------- | --------- | --------- | ----------------------------- |
| 14 de abril de 2001 | Brisbane  | Australia | Entertainment Centre          |
| 16 de abril de 2001 | Sídney    | Australia | Sydney Entertainment Centre   |
| 17 de abril de 2001 | Sídney    | Australia | Sydney Entertainment Centre   |
| 18 de abril de 2001 | Sídney    | Australia | Sydney Entertainment Centre   |
| 19 de abril de 2001 | Sídney    | Australia | Sydney Entertainment Centre   |
| 3 de mayo de 2001   | Melbourne | Australia | Rod Laver Arena               |
| 5 de mayo de 2001   | Melbourne | Australia | Rod Laver Arena               |
| 6 de mayo de 2001   | Melbourne | Australia | Rod Laver Arena               |
| 7 de mayo de 2001   | Melbourne | Australia | Rod Laver Arena               |
| 9 de mayo de 2001   | Sídney    | Australia | Sydney Entertainment Centre   |
| 10 de mayo de 2001  | Sídney    | Australia | Sydney Entertainment Centre   |
| 11 de mayo de 2001  | Sídney    | Australia | Sydney Entertainment Centre   |
| 12 de mayo de 2001  | Sídney    | Australia | Sydney Entertainment Centre   |
| 13 de mayo de 2001  | Sídney    | Australia | Sydney Entertainment Centre   |
| 14 de mayo de 2001  | Sídney    | Australia | Sydney Entertainment Centre   |
| 15 de mayo de 2001  | Sídney    | Australia | Sydney Entertainment Centre   |
| 21 de mayo de 2001  | Hobart    | Australia | Hobart Derwent Centre         |
| 23 de mayo de 2001  | Melbourne | Australia | Rod Laver Arena               |
| 24 de mayo de 2001  | Melbourne | Australia | Rod Laver Arena               |
| 25 de mayo de 2001  | Adelaide  | Australia | Adelaide Entertainment Centre |
| 26 de mayo de 2001  | Adelaide  | Australia | Adelaide Entertainment Centre |
| 28 de mayo de 2001  | Perth     | Australia | Perth Entertainment Centre    |
| 30 de mayo de 2001  | Perth     | Australia | Perth Entertainment Centre    |

## Lista de canciones
- Intro
- Loveboat
- Koocachoo
- Hand On Your Heart
- Put Yourself In My Place

(Cambio de vestuario)
- On A Night Like This
- Medley:
  - Step Back In Time
  - Never Too Late 
  - Wouldn't Change A Thing
  - Turn It Into Love
  - Celebration
- Can't Get You Out Of My Head
- Your Disco Needs You

(Cambio de vestuario)
- I Should Be So Lucky
- Better The Devil You Know
- So Now Goodbye

(Cambio de vestuario)
- Physical (Versión del éxito de Olivia Newton-John)

(Cambio de vestuario)
- Butterfly
- Confide In Me
- Kids
- Shocked

(Cambio de vestuario)
- Light Years
- What Do I Have To Do

(Cambio de vestuario)
- Spinning Around

## Créditos
- Productores: Darenote Ltd., Kimberly Ltd. & Tarcoola Touring Company Ltd
- ShowGirl : Kylie Minogue
- Mánager: Terry Blamey
- Director Creativo y Estilista: Willian Baker
- Productor musical: Steve Anderson
- Coreografía: Luca Tommassini
- Tour manager: Sean Fitzpatrick
- Gerente de Producción: Steve Martin
- Director Musical/Batería: Andrew Small
- Percusiones: James Mack
- Teclados: Steve Turner
- Guitarra: James Hayto
- Bajo: Chris Brown
- Coristas: Lurine Cati, Sherina White
- Asistente de coreógrafo/bailarina: Germana Bonaparte
- Bailarines: Milena Mancini, Federica Catalano, Veronica Peparini, Tony Bongiorno, Paolo Sabatini, Ginaluca Frezzato, Christian Scionte
- Asistente personal de Kylie Minogue: Leanne Woolrich
- Diseñador de vestuario: Julien McDonald y Pamela Blundell
- Zapatos: Manolo Blahnik
- Vestuario: Carol Minogue y Holly Day
- Maquillaje y peluquería: Karen Alder (Reino Unido), Caroline Barnes (resto de Europa), Kevin Murphy (Australia)
- Director de iluminación: Steve Hall